# Germán Cano
Germán Ezequiel Cano Recalde (* 2. Januar 1988 in Lomas de Zamora in der Provinz Buenos Aires) ist ein argentinischer Fußballspieler, der beim brasilianischen Erstligisten Fluminense FC unter Vertrag steht.

## Karriere
Cano begann seine Profikarriere 2007 bei CA Lanús in Argentinien. 2009 wechselte er als Leihspieler innerhalb der Primera División zu Chacarita Juniors. In den folgenden Jahren spielte er, ebenfalls auf Leihbasis, für CA Colón in Argentinien, für Deportivo Pereira in Kolumbien, sowie für den Club Nacional in Paraguay, ehe er 2012 einen Vertrag bei Independiente Medellín unterschrieb. Bei Independiente traf er in der Folge als Stammspieler im Sturm regelmäßig und wurde zweimal Torschützenkönig der kolumbianischen Meisterschaft. Anfang 2015 wechselte er zu CF Pachuca in die Liga MX. Seine Zeit bei Pachuca war, auch verletzungsbedingt, nicht sonderlich erfolgreich, so dass der Verein ihn 2016 zwischenzeitlich ligaintern an den Club León verlieh, bevor er 2018 zu Independiente Medellin zurückkehrte. Nach zwei weiteren sehr erfolgreichen Jahren dort, in denen Cano zum Rekordtorschützen des Vereins aufstieg und 2019 mit der Mannschaft die Copa Colombia gewann, wechselte er 2020 nach Brasilien. Dort spielte er bis Ende 2021 bei CR Vasco da Gama, bevor er 2022 zum Stadtrivalen Fluminense wechselte. Mit Fluminense feierte Cano im November 2023 den größten Erfolg seiner Karriere: Fluminense gewann gegen die Boca Juniors das Finale der Copa Libertadores mit einem 2:1 nach Verlängerung. Cano traf dabei nicht nur zur zwischenzeitlichen 1:0-Führung für Fluminense, sondern krönte sich mit 13 Treffern aus zwölf Spielen auch zum Torschützenkönig des Wettbewerbs.

## Erfolge
CA Lanús
- Argentinische Meisterschaft Apertura 2007 (ohne Einsatz)

Independiente Medellin
- Copa Colombia: 2019

Vasco da Gama
- Taça Rio: 2021

Fluminense FC
- Copa Libertadores: 2023
- Taça Guanabara: 2022, 2023
- Campeonato Carioca: 2022, 2023
- Recopa Sudamericana: 2024

## Auszeichnungen
- Rekordtorschütze Independiente Medellín (129 Tore)
- Torschützenkönig Categoría Primera A (Kolumbien): 2012-II Clausura, 2014-II Clausura, 2018-I Apertura, 2018-II Clausura, 2019-I Apertura, 2019-II Clausura
- Kolumbiens Fußballer des Jahres 2018[3]
- Bola de Prata: 2022 (in der Kategorie Angriff)
- Campeonato Brasileiro de Futebol Team of the Year: 2022
- Torschützenkönig Campeonato Brasileiro de Futebol 2022
- Torschützenkönig Copa Libertadores 2023